# Колешки регистратор
Колешки регистратор (рус. коллежский регистратор) је био грађански чин XIV класе у Табели рангова Руске Империје. До 1845. давао је право на лично племство, а затим само на почасно грађанство.